# Spirometer

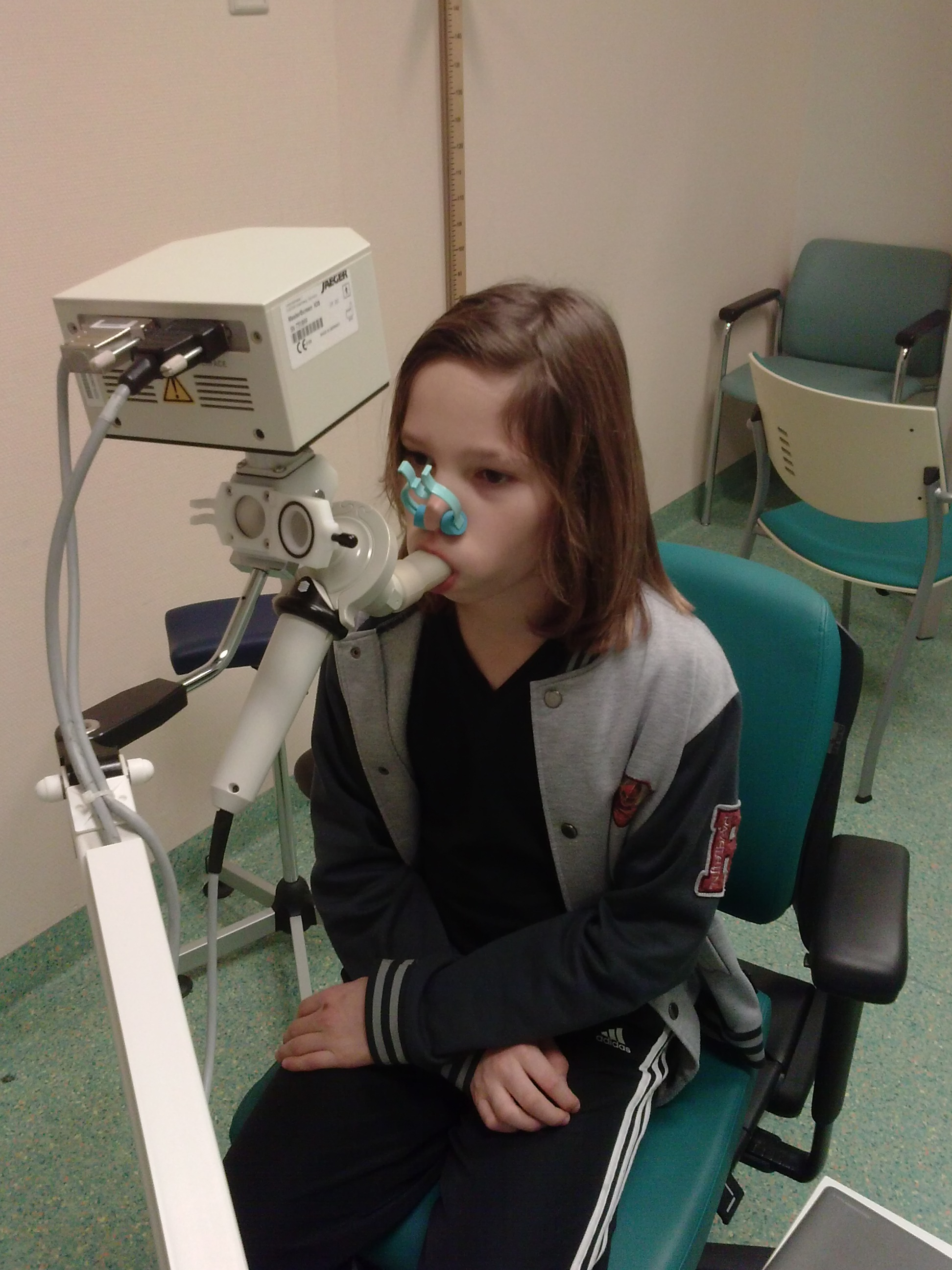
Standaardopstelling voor spirometrie: de patiënt zit voor de spirometer, neemt het mondstuk in de mond en volgt de aanwijzingen van de analist om (soms hard) in en uit te ademen.

Een spirometer (spirare = ademhalen) is een apparaat dat de longfunctie meet.
Bij het uitvoeren van een spirometrie moet de patiënt in de spirometer blazen. Er zijn verschillende testen voorhanden, waarvan de belangrijkste de geforceerde vitale capaciteit (FVC) is. De patiënt moet dan volledig inademen en met alle kracht alle lucht zo snel mogelijk uitblazen in de spirometer.
Er zijn verschillende typen spirometers. De meest gebruikte methoden zijn indirect: het volume wordt berekend aan de hand van het debiet. De meeste hedendaagse spirometers gebruiken een van de volgende meetprincipes: pneumotachograaf, turbine, anemometer of ultrasoon.

Voorbeeld van een ander type spirometer.